# Дубрава (водоймище)

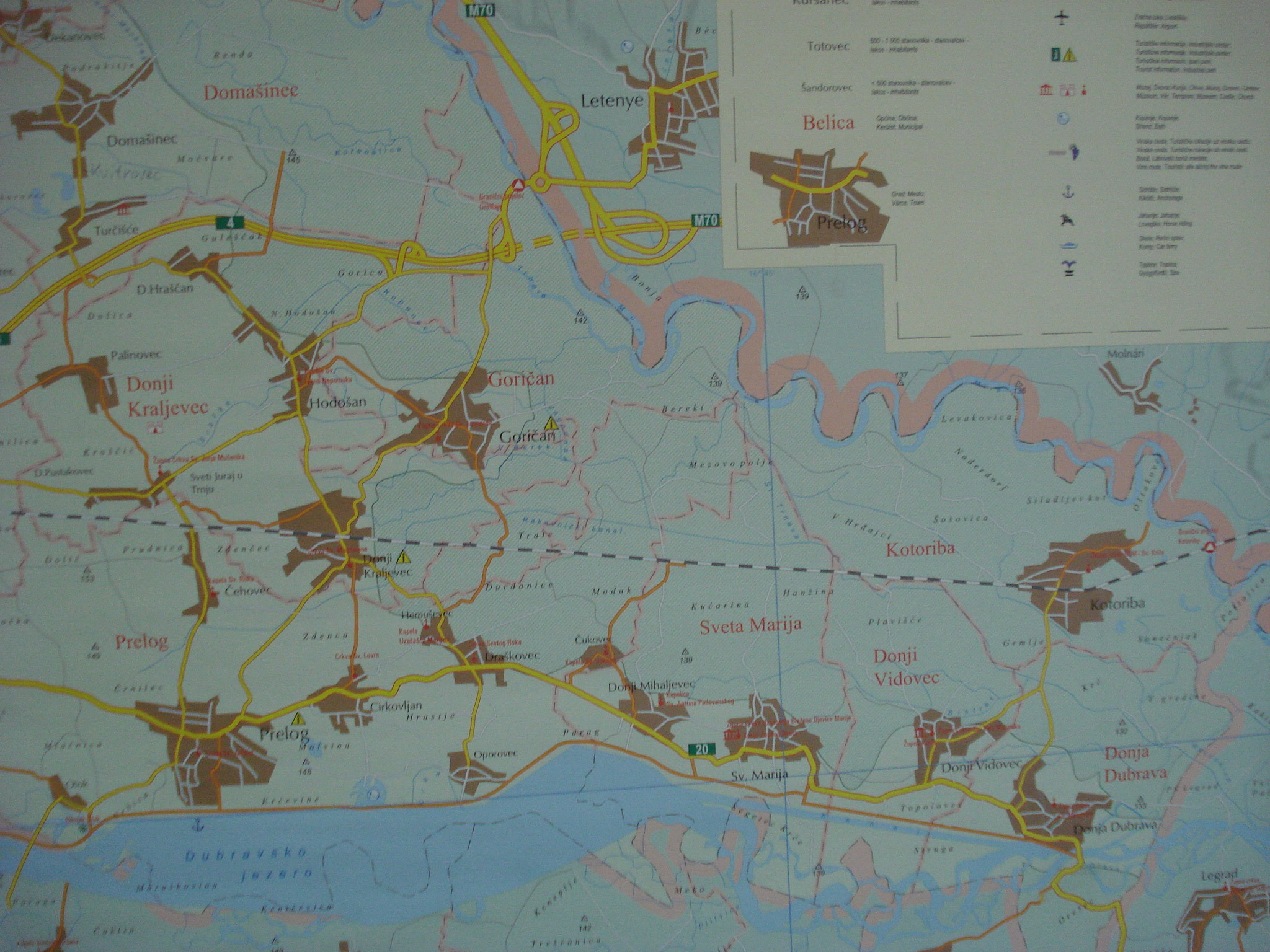
Дубравське водосховище (Dubravsko jezero) на карті Меджимурської жупанії (внизу ліворуч)

Дубравське водоймище (хорв. Dubravsko jezero) — водосховище на півночі Хорватії, на річці Драва, адміністративно розділене між Меджимурською та Вараждинською жупаніями. Межує з громадами Прелог, Светий Джурдж і Великий Буковець. Драва втікає у водосховище біля міста Прелог, а гребля міститься поблизу села Света Марія.
Це найбільше з чотирьох водосховищ, побудованих на Драві: три інші — Птуйське водосховище у Словенії, Ормозьке на хорватсько-словенському кордоні та Вараждинське. Ормозьке, Вараждинське і Дубравське утворюють групу водосховищ «PP HE Sjever» (хорв. Proizvodno područje hidroelektrana Sjever «Виробничий район ГЕС Північ») та гідроелектростанцій в управлінні  хорватської національної електроенергетичної компанії «Hrvatska elektroprivreda» (HEP Group). Водосховище Дубрава обслуговує Дубравську ГЕС, побудовану 1989 року.
Із площею 17,1  км2 це друге за величиною озеро в Хорватії, а також найбільше штучне озеро в країні.
Місто Прелог є єдиним містом на березі водойми, до якої також прилягають сусідні села, такі як Оток, Опоровець, Доній Михалєвець і Света Марія у Меджимурському окрузі та Хржениця і Струга у Вараждинському. Свою назву водоймище дістало від села Доня Дубрава, що розкинулося поряд із місцем, де відвідний канал водосховища зустрічається з природним током Драви, приблизно за 6 км від греблі.

## Туризм
Водоймище Дубрава — популярне місце серед рибалок. Біля Прелога на водоймі є також невеличка марина, а на берегах Драви неподалік — низка зрубів та невелике летовище для мотодельтапланів. 